# Smøla

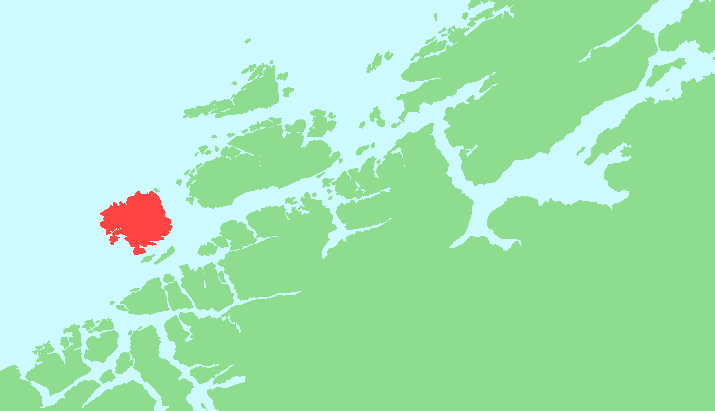
Ön Smølas läge.

Smøla är en ö i Smøla kommun i Møre og Romsdal fylke i Norge. Ön är belägen sydväst om ön Hitra och har en yta på 215,78 kvadratkilometer, vilket gör den till Norges nittonde största ö.